# La Serena
La Serena est une ville et une commune du Chili située dans la province d'Elqui et la région de Coquimbo. C'est une des villes du Chili donnant sur l'océan Pacifique, situé au nord de Coquimbo. Sa fondation en tant que commune remonte au 26 août 1549, ce qui en fait l'une des plus anciennes villes du pays. En 2012, elle est peuplée d'environ 250 000 habitants.

## Sports
L'équipe de football de cette ville est le Club de Deportes La Serena qui joue en première division au Chili.

### Personnalités liées à la ville
- Alberto Guerrero, né à La Serena en 1886
- Gabriel González Videla
- Alejandro Gorostiaga Orrego
- Mgr Daniel Pézeril, né à La Serena en 1911.
- Francisco Rojas
- Agustín Ross

## Jumelage
La ville est jumelée avec Cracovie (Pologne) depuis 1995 et avec Villanueva de la Serena (Espagne) qui lui a donné son nom.

## Galerie

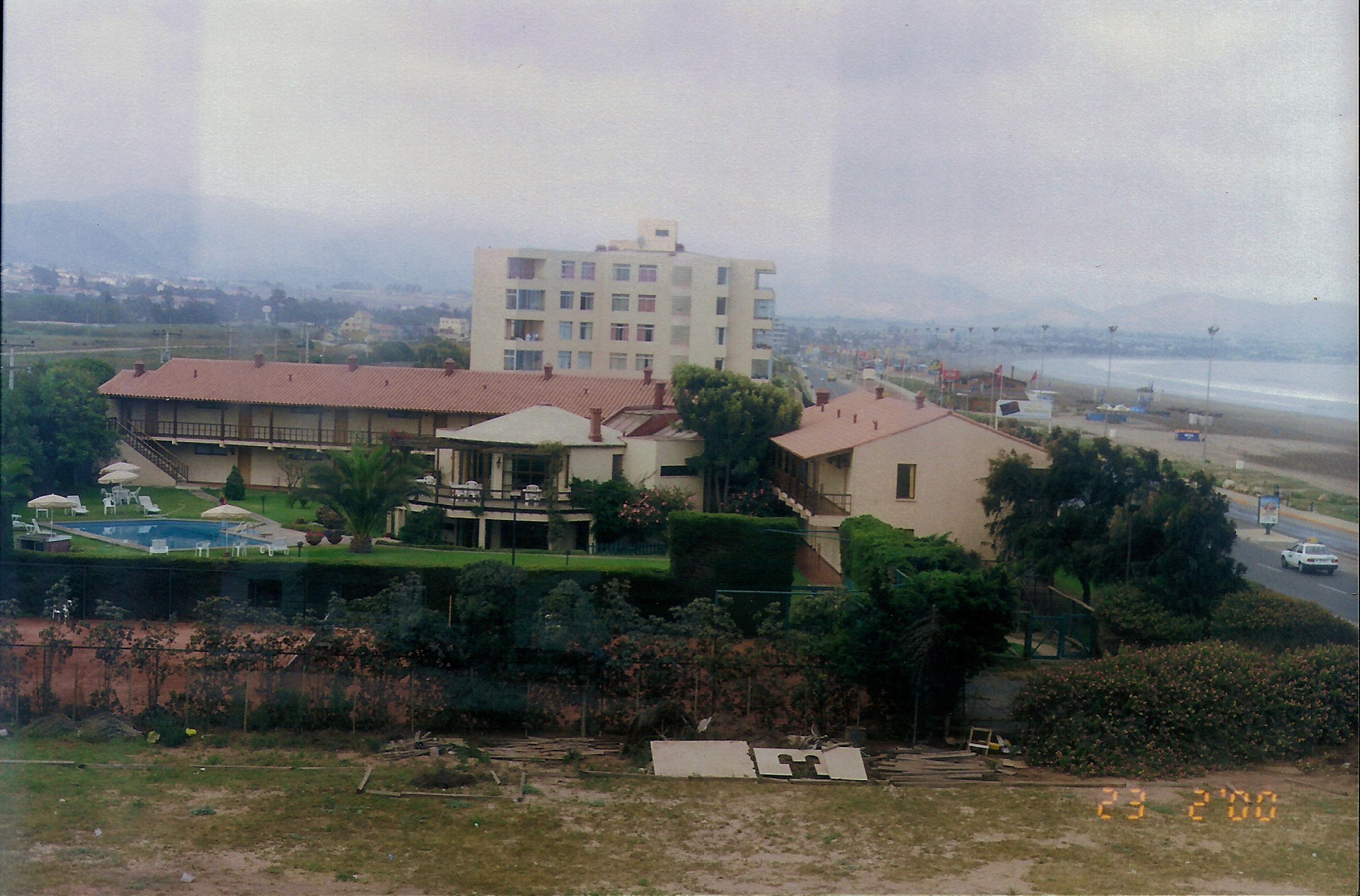
Av Del mar.
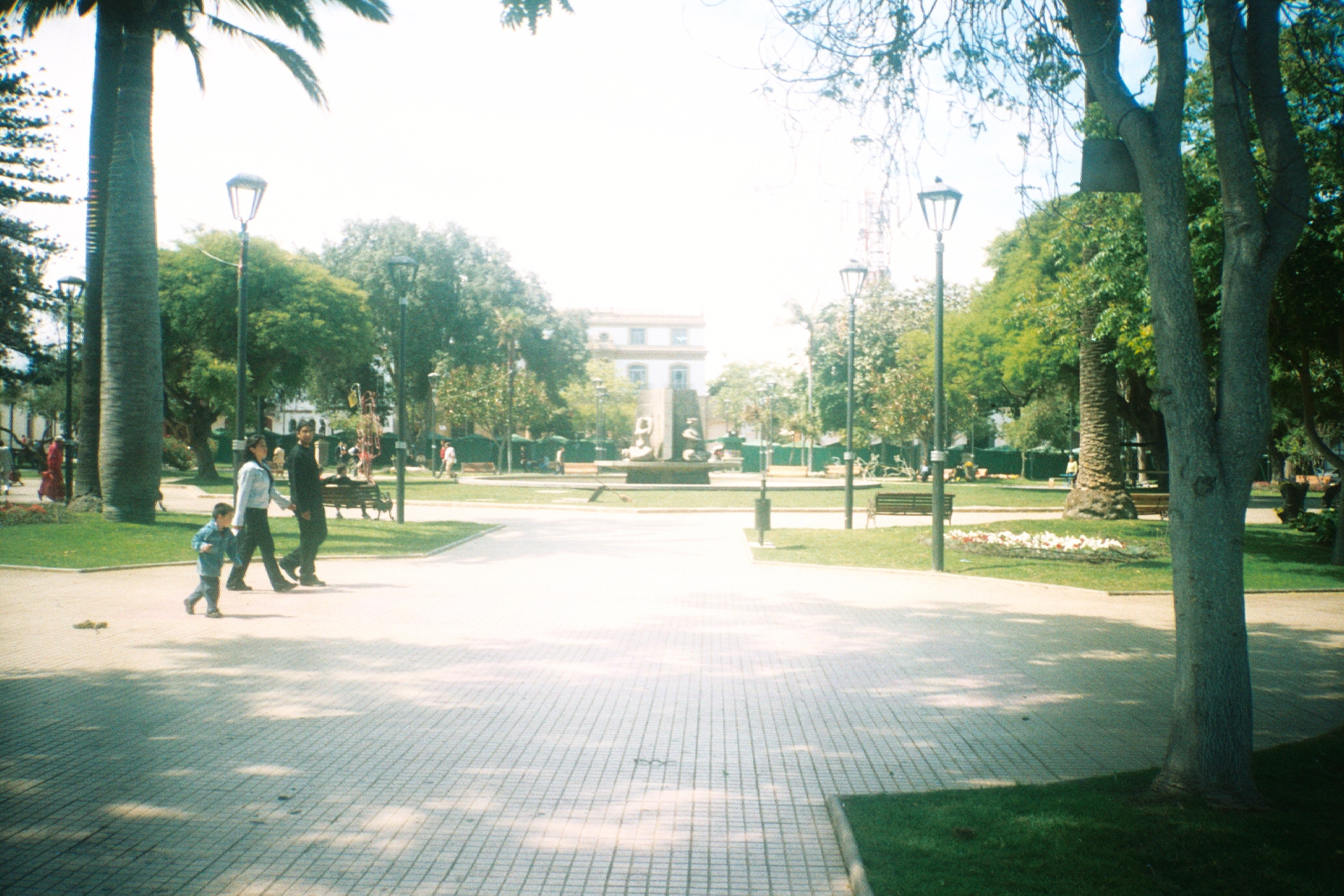
Plaza de Armas à La Serena.
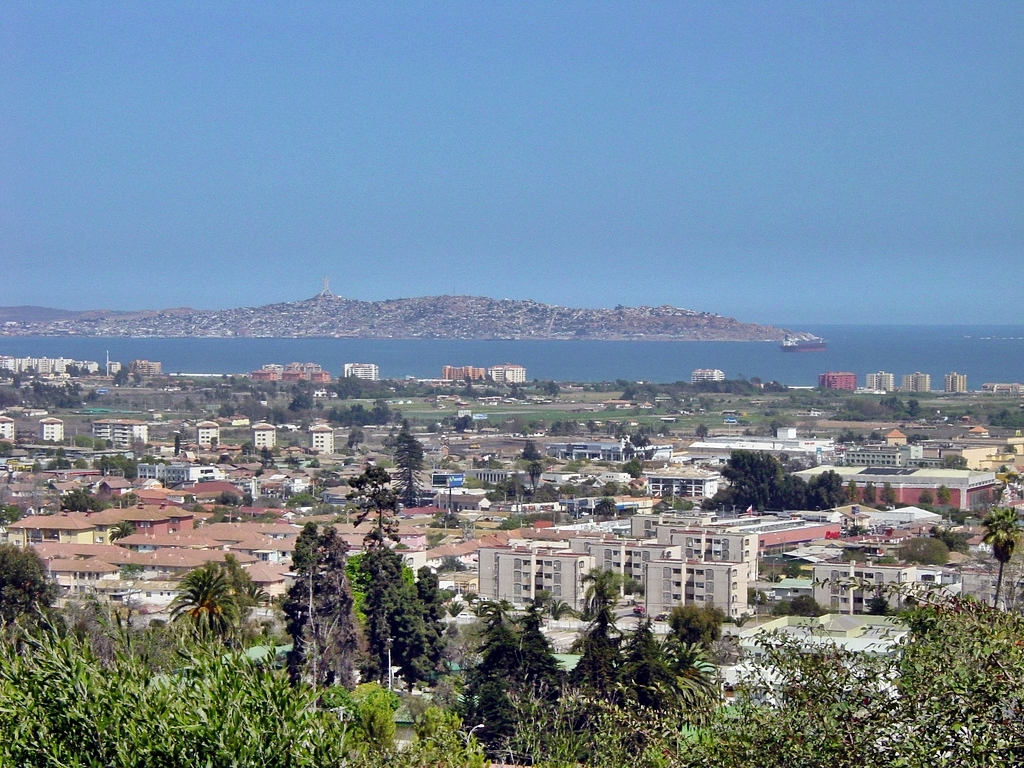

Position de La Serena (en rouge) au sein de la Région de Coquimbo.